# 平良吉照
平良 吉照（たいら よしてる、1969年4月5日 - ）は、沖縄県石垣市出身の元プロ野球選手（外野手）。

## 来歴・人物
八重山高から、1987年のプロ野球ドラフト会議で日本ハムファイターズから5位指名を受け入団。
捕手として入団したが、3年目の1990年に外野手に転向するが、同年限りで現役を引退した。
のちに故郷である石垣島でスポーツトレーニングスタジオを開設し、現在は那覇市で加圧ダイエットエステ店を展開している。

## 詳細情報

### 年度別打撃成績
- 一軍公式戦出場なし

### 背番号
- 43（1988年 - 1989年）
- 53（1990年）